# Concordia Egyetem Jogi Intézet
A Concordia Egyetem Jogi Intézete az Idaho állambeli Boise-ban működött 2011 és 2020 között. Első évfolyama 2012 augusztusában indult.

## Története
Az egyetem 2007-ben bejelentette, hogy Idaho, Kalifornia és Washington államok egyikében jogi iskolát fognak alapítani. A lehetséges boise-i helyszínek között ideiglenes jelleggel a város Carnegie könyvtára is szerepelt.
A megnyitást 2009-ben tervezték, de a négyről hétmillió dollárra növekvő költségek késlekedést okoztak, emellett az Idahói Egyetem saját jogi intézetének megalapítását fontolgatta, de ettől később elálltak. A Concordia 2008 augusztusában bejelentette, hogy az iskola 2010 őszén fog megnyílni.
2008 augusztusára a lehetséges dékánok köre kettő főre szűkült. 2008 decemberében Cathy Silakra, az Idahói Legfelsőbb Bíróság bírójára esett a választás. Az eredeti tervek szerint 15 oktatót alkalmazó iskola első évfolyamára hetven hallgatót vettek volna fel. 2009-ben bejelentették, hogy a megnyitást 2011-ig elhalasztják, majd 2010 januárjában a lehetséges campus épületének megvásárlását tervezték.
2010 januárjában úgy tervezték, hogy a 2012-ben megnyíló iskola első évfolyamán 75–95 hallgató fog tanulni, éves tandíjuk pedig 28 500 dollár lesz; az első évfolyam végül 75 tanulóval indult el. 2013-ban az Amerikai Ügyvédi Kamara tagjelöltségéért folyamodtak. 2014 nyarán a folyamatot felfüggesztették, mivel a 102 hallgatóból 48 átjelentkezett, szüneteltette tanulmányait vagy kiiratkozott. Augusztusban újraindult a folyamat, majd szeptemberben a kamara terepszemlét tartott. A felvételre 2015. június 6-án került sor, amelyet az iskola két nappal később jelentett be a nyilvánosságnak.
Az első évfolyam 2015. augusztus 8-án végzett. 2016. május 14-én a Boise-i Állami Egyetemmel közös képzés indult, ahol a hallgatók képzésüket 3+3 év alatt a két intézményben teljesítik.
Cathy Sillak később közösségkapcsolati helyettes lett, őt a rektori pozícióban 2017 januárjában Elena Langan váltotta. Az intézményt 2019-ben az ügyvédi kamara teljes körűen akkreditálta.
Miután 2020-ban bejelentették a Concordia bezárását, a St. Paul-i campussal tárgyalások kezdődtek a jogi intézet átvételéről, de erre nem került sor.

## Campus
A kampusz a Kapitólium és a Legfelsőbb Bíróság közelében helyezkedett el. Az iskola azért Idahóban nyílt meg, mert Portland térségében már kettő jogi főiskola is volt, emellett a Concordia több hallgatója és kuratóriumi tagja is Boise-ból származik. Emellett az állam ügyvédei felének Boise-ban van a székhelye, ennek ellenére nem volt jogi iskolája.
Az 1600 négyzetméteres épületet 2010-ben három szinten további kétezer-nyolcszáz négyzetméterrel bővítették. A közösségi térrel is rendelkező könyvtár az északi szárny jelentős részét elfoglalta. A campus rendelkezett az energiahatékonyságot elismerő LEED tanúsítvánnyal.

## 5th & Front
A Front Streeten működő ügyvédi irodában fiatalok, veteránok, bevándorlók és mélyszegénységben élők számára nyújtottak jogi tanácsadást.

## Ösztöndíjak
Minden hallgató tizenötezer dolláros ösztöndíjban részesült (a nappali tagozatosok évente ötezer, a levelező tagozatosok pedig a felvett kreditek arányában). A tanulmányi ösztöndíjak összege évente három és tizennégyezer dollár között mozgott.

## Folyóirat
A Concordia Law Review első száma 2016 márciusában, utolsó száma pedig 2020 áprilisában jelent meg.

## Fordítás
- Ez a szócikk részben vagy egészben  a   Concordia University School of Law című angol Wikipédia-szócikk ezen változatának fordításán alapul.  Az eredeti cikk szerkesztőit annak laptörténete sorolja fel. Ez a jelzés csupán a megfogalmazás eredetét és a szerzői jogokat jelzi, nem szolgál a cikkben szereplő információk forrásmegjelöléseként.